# When Kingdoms Fall (Solitude Within)
When Kingdoms Fall is het tweede album van de Belgische symfonischemetalband Solitude Within. Het album werd in 2022 uitgebracht als opvolger van het debuutalbum Disappear uit 2017. Alle teksten zijn geschreven door zangeres Emmelie Arents. In 2020, het jaar dat ook de eerste single Astray verscheen, werd aan de voorbereidingen van het album begonnen, maar de opname en uitgave liep als gevolg van de coronacrisis vertraging op.

## Tracklist
De volgende nummers staan op het album:
| Nr. | Titel              | Duur |
| --- | ------------------ | ---- |
| 1.  | Beautifully Broken | 4:14 |
| 2.  | Further Away       | 4:07 |
| 3.  | When Kingdoms Fall | 3:44 |
| 4.  | I’m Not Lost       | 4:36 |
| 5.  | Over and Over      | 3:52 |
| 6.  | One Final Wish     | 4:04 |
| 7.  | Breathe            | 4:05 |
| 8.  | Land of Disarray   | 4:39 |
| 9.  | Ice and Fire       | 3:56 |
| 10. | To the Grave       | 4:04 |
| 11. | Astray             | 5:24 |

## Stijl
Het genre is weliswaar symfonische metal, maar bevat ook oosterse tinten en vlagen van gothic metal. Het nummer One Final Wish is gebaseerd op Arents' boek Het hart van de adelaar (Arents is naast zangeres tevens schrijfster van boeken).

## Ontvangst
Het album kon rekenen op doorgaans positieve recensies. Zo werd als positief punt genoemd dat de composities een meer eigen geluid hadden dan op het vorige album, waarop volgens critici te veel de grote artiesten die de band als voorbeeld heeft werden geïmiteerd en het geheel te gekunsteld klonk. Ook werd zangeres Emmelie Arents geprezen om haar zang en grunts, die volgens website Metalfans op het niveau waren van mannen. Verder werden de arrangementen als positief punt genoemd, waarbij zacht en hard elkaar op een mooie manier afwisselden, en dat de nummers op elkaar aansloten.
Als kritiekpunt van When Kingdoms Fall werd genoemd dat de songteksten te veel fantasydramatiek hadden. Ook werd te weinig variëteit als kritiek aangehaald: het album zou te veel ballades bevatten. Ten slotte wees één recensie op Arents' stem: die zou op het album niet altijd goed uit de verf komen en meer potentie hebben.